# Maria Tolstaïa
La comtesse Maria Tolstaïa, ou Maria Lvovna Tolstaïa (en russe : Мария Львовна Толстая), dénommée après son mariage princesse Obolenskaïa, née le 12 février 1871 (24 février dans le calendrier grégorien) à Iasnaïa Poliana, oblast de Toula, et y décédée le 27 novembre 1906 (10 décembre dans le calendrier grégorien), est une professeure russe, fille de Sophie et Léon Tolstoï. Depuis son enfance, elle a aidé l'écrivain à organiser sa correspondance, à faire des traductions, à s'occuper de son secrétariat. Partageant les points de vue de son père, elle s'est détournée des conceptions purement laïques ; elle a consacré une grande partie de sa vie aux activités éducatives.
Morte jeune, à 35 ans, ses contemporains se souviennent d'elle comme d'une « femme de bien qui n'a pas eu le temps de voir le bonheur dans sa vie ». Elle ne doit pas être confondue avec sa tante, Maria Nikolaïevna Tolstoï (1830-1912).

## Caractère et style de vie
Maria Lvovna était la cinquième des treize enfants (dont cinq moururent en bas âge) de Sophie et Léon Tolstoï. En 1873, son père la décrit brièvement dans une lettre adressée à sa tante, alors que Maria n'a que deux ans. Tolstoï écrit que « c'est une enfant faible et maladive » aux cheveux blonds bouclés et « d'étranges yeux bleus »:

« Intelligente et au visage disgracieux. C'est un de ses mystères. Elle souffrira, elle cherchera, elle ne trouvera rien ; mais elle cherchera éternellement le plus inaccessible. »

Des décennies plus tard, le biographe de Tolstoï Pavel Birioukov, qui connaissait bien la jeune fille depuis son adolescence, fait remarquer qu'il ne peut pas admettre ce qualificatif de disgracieux. Le visage de Maria n'était pas éclairé par sa vivacité, mais il y avait en lui, écrit Birioukov, « une grande beauté spirituelle » :

« Mieux que tous les autres membres de la famille, Maria imaginait les idéaux élevés que son père servait, et, malgré sa faiblesse physique, cherchait à rencontrer cette lumière… Pour Maria, le travail sale, difficile, désagréable, cela n'existait pas. N'existait que du travail nécessaire et utile pour les autres. »

Maria Lvovna était une lettrée, parlait couramment plusieurs langues étrangères, était musicienne. Les bases de sa formation lui ont été données par des enseignants à domicile ; plus tard, elle a passé les examens officiels, a obtenu son diplôme d'enseignante et a organisé sa propre école destinée aux enfants de paysans et aux adultes. Comme s'en souvient le médecin personnel de Tolstoï Dušan Makovický, Maria Lvovna connaissait les habitants de tous les villages environnants : elle soignait ceux qui étaient malades, rendait visite aux veuves et aux orphelins, elle aidait de bon cœur aux travaux des champs, malgré sa santé fragile. Son dévouement effrayait parfois ses proches, car cette jeune femme fragile parcourait des villages éloignés, par tous les temps, montant seule son cheval et faisant face à des tempêtes de neige.
Les souvenirs d'Anna Tchertkova, l'épouse de Vladimir Tchertkov, témoignent de l'indifférence de Maria Lvovna envers le confort. Selon Anna Tchertkova, un jour, Maria étant absente, Léon Tolstoï invita les Tchertkov, ses hôtes, à passer la nuit dans la chambre de Maria Lvovna. C'était une pièce ascétique, au plafond bas, dépourvue de signes de confort, que la fille de Tolstoï, la seule de la famille à le faire, nettoyait elle-même, refusant catégoriquement que les domestiques le fassent.

## Relations avec sa mère

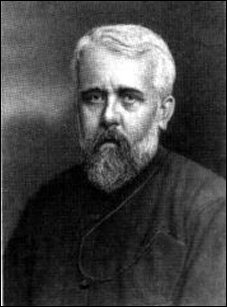
Pavel Birioukov

Certains chercheurs affirment que Maria Lvovna était attachée à sa mère par une relation complexe et inégalitaire,. Ainsi, à la fin des années 1880, Sophia Andréïevna Tolstoïa, sa mère, est intervenue durement dans les relations entre sa fille Maria et Pavel Birioukov. Fasciné par elle, Birioukov s'apprêtait à la demander en mariage. Maria Lvovna allait répondre favorablement aux sentiments de ce jeune tolstoïen. Mais les amoureux sont séparés par le refus catégorique exprimé par la mère de Maria d'accepter ce mariage. Birioukov s'est vu interdire pendant deux ans de venir à Iasnaïa Poliana et il n'a plus pu rencontrer Maria. Dans une de ses lettres au publiciste Ivan Gorbounov-Possadov (ru), la jeune fille avoue que cette situation ne cessait de la tourmenter.
Birioukov a épousé plus tard Pavla Charapova, mais il a gardé des sentiments affectueux pour Maria Lvovna durant toute sa vie. Selon le secrétaire de Tolstoï Valentin Boulgakov, la préface écrite par Birioukov pour le livre Père et fille. Lettres de Léon Tolstoï à Maria Lvovna Tolstoï (Zurich — Leipzig, 1925) mentionne « qu'il est inspiré par l'amour profond, tendre et infini entre Léon Tolstoï et sa fille ».
Les problèmes de relations entre Maria et sa mère se sont aggravés lorsque la sœur de Maria, Tatiana, s'est investie par son travail sur les manuscrits paternels. La mère n'essayait même pas de cacher sa jalousie. Dans une lettre datée de 1890, elle écrit que le fait d'être exclue des activités habituelles de son mari lui causait un sentiment d'agacement : « Parfois je réécrivais ce qu'il écrivait et cela me rendait heureuse. Maintenant il donne tout aux filles et me le cache soigneusement ».
Le refus de Marie d'accepter la part des biens fonciers qui lui revenaient irritait sa mère Sophia. Le partage familial des terres qui eut lieu en 1891 a été une épreuve difficile pour les membres de la famille et Maria devenue anargyre en refusant sa part, a apporté selon sa mère « une confusion supplémentaire ». Plus tard, après s'être mariée, Maria Lvovna a par contre accepté de recevoir les parts d'héritages qui lui revenaient, et cela fut à l'origine d'autres querelles avec sa mère. En 1902, Tolstoï décide de rédiger son testament ; il confie la préparation de la rédaction à sa fille Maria Lvovna. Quand sa mère Sophia Andreïevna apprend que son mari a pris cette disposition, son indignation est sans limites : elle considère que sa fille n'a pas le droit d'intervenir dans les affaires successorales de la famille.
```
                 

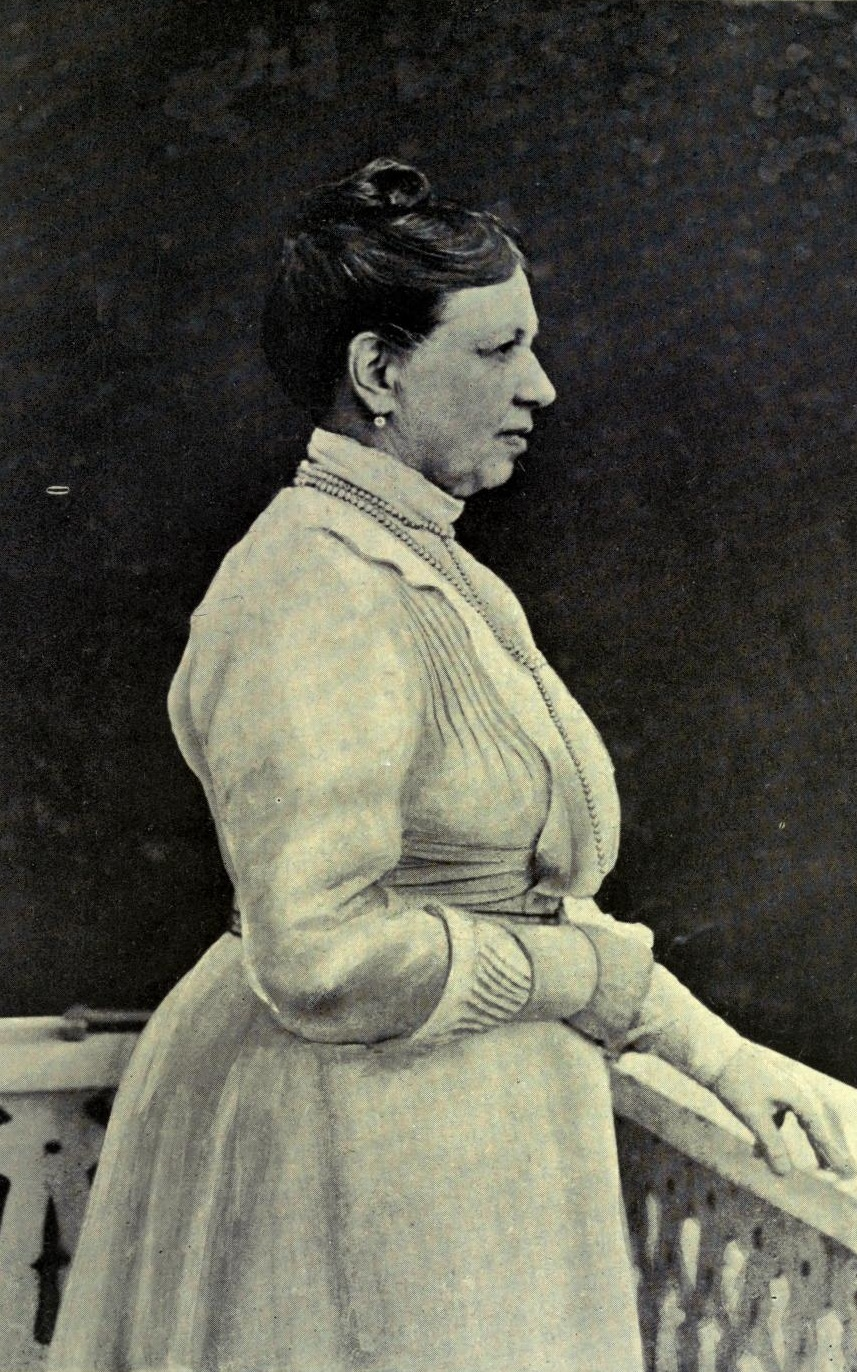
Comtesse Sofia Tolstaïa

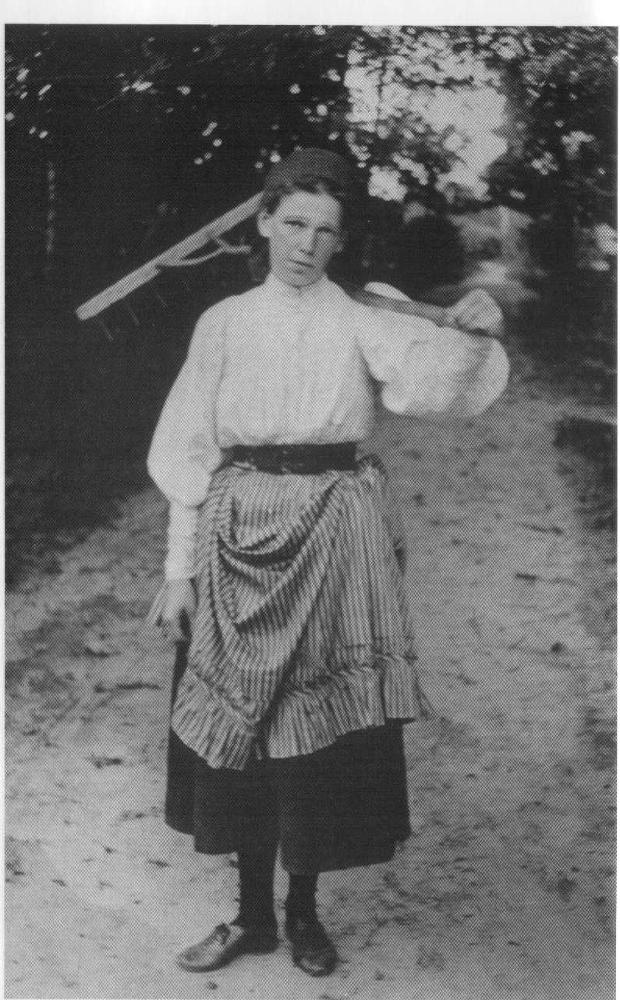
Maria L. Tolstaïa

 La relation entre maman et moi a toujours été pour moi depuis l'enfance,
 

                 
une grande calamité. Aujourd'hui, parfois je fais la brave, je fais semblant
 

                 
devant elle et en moi-même, que tout cela m'est égal,

                 
que je n'en ai rien à faire ; mais au fond de moi

                 
je le regrette constamment et je ressens le fait,

                 
que ce qu'il faut changer est simplement incontournable.
```

```
                 
Lettre de Maria Tolstaïa à son père. 
17 février 1897
[
4
]
```

## Relations avec son père
Dans ses souvenirs, Ilia Lvovitch Tolstoï (ru), le frère de Maria Lvovna, écrit que Léon Tolstoï montrait rarement de la tendresse envers ses enfants. La seule personne de la famille qui, depuis l'enfance jusqu'à ses derniers jours, pouvait « prendre soin de lui, lui réchauffer le cœur », c'était Maria. Son père était touché non seulement par le naturel chaleureux des manifestations de l'affection de sa fille, mais aussi par sa « conscience extraordinairement sensible et compatissante ».
Maria Lvovna aide Tolstoï à réécrire des textes et effectue des traductions à sa demande. Elle rédige ainsi la traduction de pages du Journal intime de l'écrivain suisse francophone Amiel qui paraîtront dans la revue Le Messager du Nord. Dans la préface, Tolstoï note que sa fille a participé à la traduction. Toutes les initiatives sociales de Tolstoï, que ce soit l'organisation d'une société de tempérance, la création d'une nouvelle école ou d'une aide pour les pauvres, suscitait de la part de Maria une aide empressée. Lorsque son père décide d'aider une veuve à réparer le toit de sa maison, il s'avère qu'un tapis de paille est nécessaire pour ce toit. Maria se met au travail avec entrain : elle tisse le tapis de paille de ses mains, le trempe dans de l'argile, et suivant les instructions de constructions « piétine le tapis les pieds nus ». Pour la fille du comte, c'était là une action tout à fait naturelle, note Pavel Birioukov qui a observé la scène.

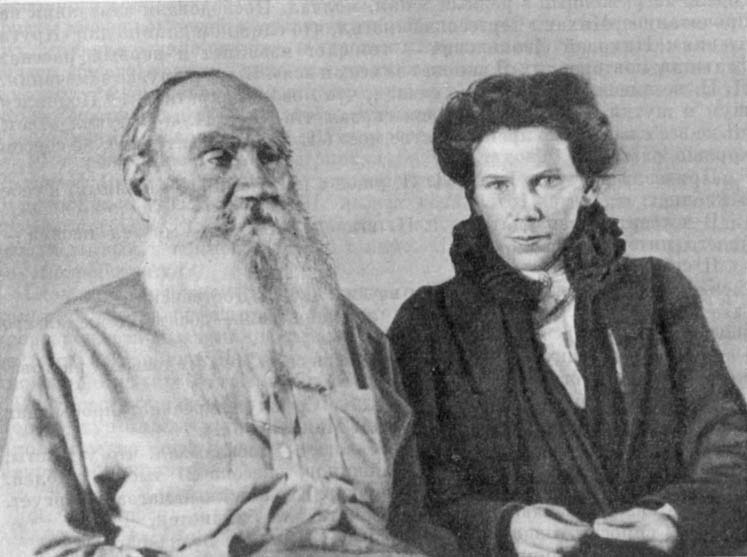
Léon Tolstoï et Maria Lvovna Tolstaïa. 1906

Lorsque Tolstoï est resté seul avec Maria à Iasnaïa Poliana, les questions de vie quotidienne et de confort domestique ont été reléguées au second plan. Un propriétaire foncier, A. Tsourikov, leur rend un jour visite et se plaint plus tard de ce qu'on lui avait servi « un horrible brouet de flocon d'avoine », en ajoutant : « Non, sans la comtesse, il est dangereux de s'y faire inviter. C'est pour mourir de faim ! ». Mais Léon Tolstoï, refusant le lait, le café et le thé, se sentait l'esprit serein ; dans une lettre à Nikolaï Strakhov, il écrit : « Nous vivons à Iasnaïa avec Macha (Maria) et je suis si bien, si calme, je m'y ennuie avec joie, et je ne voudrais pas en changer ». Dans une autre lettre adressée à Maria (non envoyée et gardant la mention « Lire seule »), Tolstoï admet :

« De toute la famille, tu es la seule, peu importe l'importance de ta vie personnelle et des exigences de celle-ci, tu es la seule qui me comprenne tout à fait, qui me perçoit… Je ne sais pas pourquoi : peut-être parce que cela m'empêche de me passionner pour mon travail, ou parce que je me sens tellement mal que je ne peux pas travailler, mais ces relations avec les autres me sont pénibles et je voudrais plus de sympathie, que l'on me comprenne et qu'on me regrette. »

## Mariage. Vie à Pirogovo

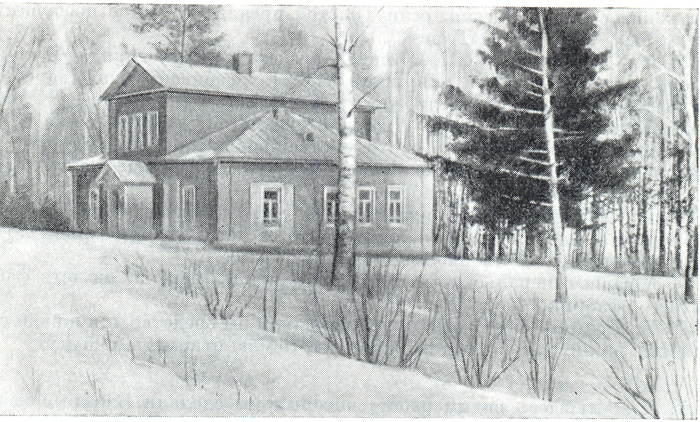
Maison Obolenski à Pirogovo

Maria Lvovna quitte la maison natale de Iasnaïa Poliana en 1897 quand elle est devenue l'épouse du prince Nikolaï Leonidovitch Obolenski, qui était son cousin. Au début de son mariage, elle vit avec son mari à Pokrovski, puis dans la propriété de Pirogovo, située à 35 km de Iasnaïa Poliana. Le village était apprécie par Tolstoï pour son silence particulièrement agréable ; il avait été le lieu de séjour d'Ivan Tourgueniev et d'Afanassi Fet les années précédentes.
Dušan Makovický, le médecin personnel de Tolstoï vivait chez les Obolenski à Pirogovo en 1905 et se souvient que le mode de vie dans la maison était des plus simples. Maria Lvovna, bien que ne vivant plus chez ses parents, s'occupait toujours des affaires de son père : le jour de la visite de Makovický, elle traduisait Charles Carpenter Fries (en) à la demande de son père. L'idylle des jeunes mariés s'est assombrie du fait de l'état de santé de Maria : à plusieurs reprises durant son mariage, elle a voulu donner naissance à un enfant, mais toutes les tentatives de porter un bébé se sont avérées vaines.
Dans le but d'améliorer son état de santé général et sa faiblesse de constitution, Maria et son mari sont allés suivre des traitements en Crimée en 1899 et en 1906 et dans des sanatoriums suisses pendant de longs séjours. Ces voyages ont eu un effet bénéfique sur la santé et le bien-être de la jeune femme. Mais elle a souffert de la séparation forcée d'avec son père. Dans une lettre à ce dernier, elle avoue :

« Je ne sais pas pourquoi, mais pendant tout ce temps, je revenais dans mon esprit à la façon dont nous avons travaillé ensemble et combien de belles expériences nous avons connues, et j'éprouve un profond sentiment de reconnaissance pour tous tes enseignements et pour tous les merveilleux souvenirs. »

## Maladie et mort
En novembre 1906, Maria Lvovna tombe malade : sa température augmente brusquement, elle ressent une douleur à l'épaule. Les médecins diagnostiquent une pneumonie. Elle est traitée à Iasnaïa Poliana, mais selon ce qu'écrit sa mère Sophia « aucun traitement n'a eu d'effet sur la maladie ». Toute la semaine, alors que Maria était dans un état de semi-coma, les parents et son mari se trouvaient à ses côtés ; Tolstoï a tenu la main de sa fille jusqu'aux dernières minutes de sa vie.
Ilia Lvovitch Tolstoï (ru), le frère de Maria, est arrivé à Iasnaïa Poliana le lendemain du jour de la mort de sa sœur et il se souvient que le père « marchait en silence, malheureux, luttant de toutes ses forces contre son chagrin personnel » ; l'ambiance générale de la maison était « de prière dans la calme ». Sophia, la maman, écrit à Tatiana Kouzminskaïa (ru) que lors des funérailles « elle a conduit Macha (Maria) jusqu'à sa demeure de pierre, de Liovotchka au bout du village ».
La véritable prise de conscience de la perte de Maria n'est venue, selon les mots de Ilia Lvovitch, que plus tard. Chaque fois que la famille connaissait des situations difficiles, quelqu'un devait nécessairement prononcer ces mots : « Ah si Macha était encore vivante …». C'est la même phrase qui fût prononcée le 28 octobre 1910, quand Léon Tolstoï a quitté Iasnaïa Poliana pour mourir peu après.

« Je pense encore et encore à Macha, mais avec mes larmes de tendresse je ne pense pas qu'elle soit perdue pour moi ; je ne pense qu'aux moments de fête vécus avec elle, grâce à mon amour pour elle. »